# 凌兵
凌兵（LING Bing），國際法學家，北京大學法學士、美國密西根大學法學碩士、荷蘭海牙國際法學院文憑，曾任教於北京大學、香港城市大學，前任香港中文大學法律學院教授、副院長，現任悉尼大學法學院教授。